# Rodolfo Amaral Furtado Cardoso
Rodolfo Amaral Furtado Cardoso (sinh ngày 13 tháng 10 năm 1997) là một cầu thủ bóng đá người Bồ Đào Nha thi đấu cho C.D. Santa Clara, ở vị trí thủ môn.

## Sự nghiệp bóng đá
Vào ngày 12 tháng 5 năm 2018, Cardoso có màn ra mắt cho Santa Clara trong trận đấu tại LigaPro 2017–18 trước Académico Viseu.